# Ralf Woll

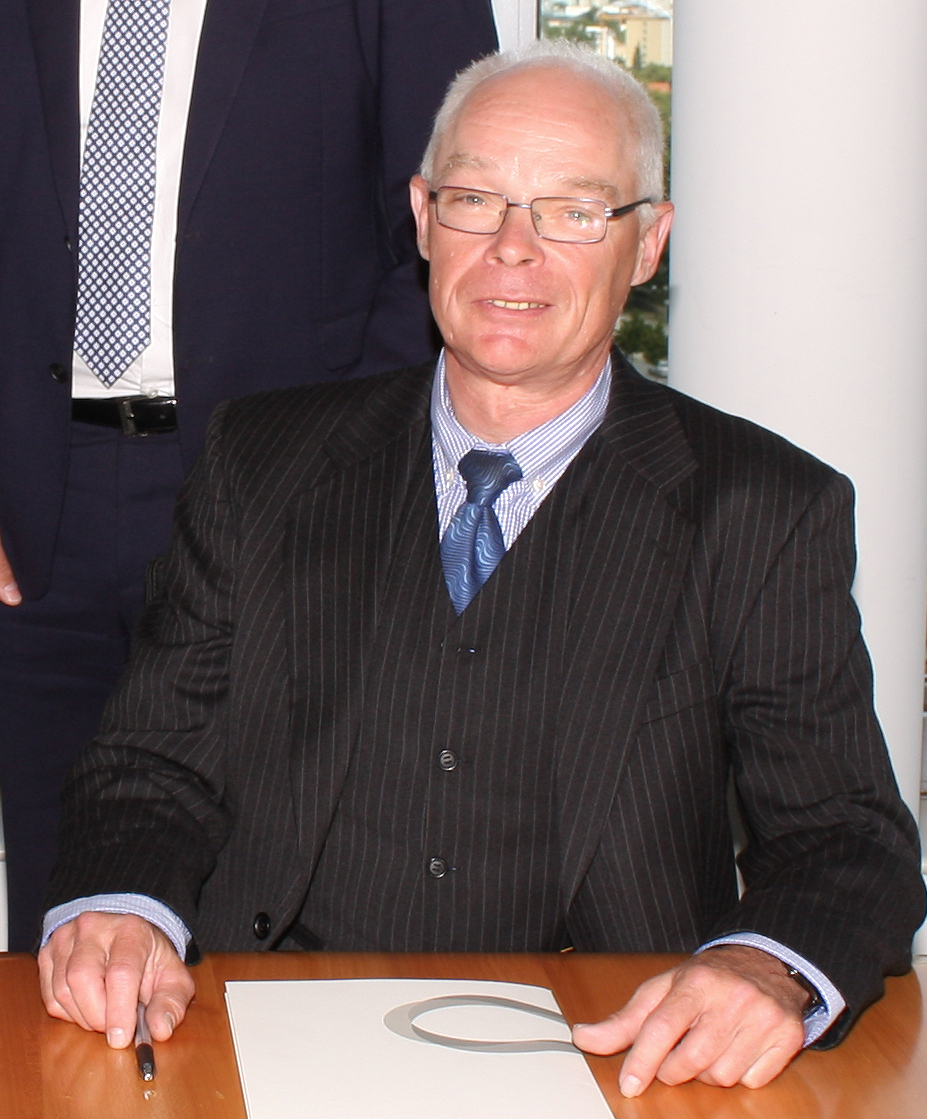
Ralf Woll, 2017

Ralf Woll (* 13. Mai 1957 in Göttingen) ist ein deutscher Ingenieur und Professor für Qualitätsmanagement an der Brandenburgischen Technischen Universität Cottbus-Senftenberg (BTU). 

## Leben und Werk
Ralf Woll studierte Maschinenbau an der Technischen Universität Berlin mit Diplom 1987. Ebenfalls dort wurde er 1993 im Fachgebiet Qualitätsmanagement mit der Dissertation Informationsrückführung zur Optimierung der Produktentwicklung zum Dr.-Ing. promoviert. An der TU Berlin war er Mitarbeiter am Institut für Werkzeugmaschinen und Fabrikbetrieb. Von 1991 bis 1996 war er Gruppenleiter am Fraunhofer-Institut für Produktionsanlagen und Konstruktionstechnik.
Woll war zunächst Lehrstuhlvertreter in Cottbus. Im Oktober 1997 wurde er dort Universitätsprofessor für Qualitätsmanagement. Er erhielt den von einer zwölfköpfigen Jury verliehenen und mit 5.000 Euro dotierte Lehrpreis der BTU Cottbus jeweils für die Jahre 2014 und 2017.
Wolls Arbeitsgebiet sind die Themen Risikomanagement, Produktaudits, Kundenanforderungen und Zuverlässigkeitstechnik. Er führte ein Projekt „MuWi – Multimediale Wissensvermittlung im Qualitätsmanagement“ durch, das sich mit der Entwicklung und Erprobung von Lehr- und Lernmethoden im Bereich Qualitätsmanagement beschäftigt.

## Publikationen
- Informationsrückführung zur Optimierung der Produktentwicklung, Hanser, München 1994, ISBN 978-3-446-17745-1.
- (Hrsg.) Qualitätswissenschaft für Bildung und Praxis, Shaker, Aachen 2002, ISBN 978-3-8265-9840-1.
- (Hrsg.) Handhabung von Maßstäben für schwerquantifizierbare Qualitätsmerkmale, Kovac, Hamburg 2015, ISBN 978-3-8300-8326-9.
- mit Christina Goldmann (Hrsg.): Trends und Entwicklungstendenzen im Qualitätsmanagement, Springer, Wiesbaden 2022, ISBN 978-3-658-38686-3.